# Ieper
Ieper (franska: Ypres, tyska: Ypern, i äldre svenska ibland stavat: Yperen) är en stad och kommun i provinsen Västflandern i regionen Flandern i Belgien. Ieper är belägen ungefär 50 km sydväst om Brygge vid floden Ieperlee, som är en biflod till Yser. Kommunen Ieper hade 34 845 invånare 2019.
I området runt staden utkämpades 1915–1918 flera av västfrontens stora slag under första världskriget.

## Historia
Ieper var en betydelsefull stad under medeltiden, och var under 1300-talet tillsammans med Gent och Brygge ett centrum för textilindustrin i Flandern, som omfattade linne- och ylleväverier. I slutet av 1300-talet skall Ieper ha rymt minst 100 000 invånare.
Klädesvävarnas hall (Lakenhalle) slutfördes 1380. Med sin rika gotiska stil, en 140 m lång fasad och ett 70 m högt torn räknades den som en av medeltidens främsta arkitektoniska skapelser.
1383 belägrades Ieper av engelsmännen, som var i förbund med den rivaliserande staden Gent. Ieper lyckades motstå belägringen, som efter en tid hävdes. Näringsverksamheten fick sig dock en knäck av belägringen, för många arbetare hade under denna bosatt sig på andra håll, och fortsatte sin verksamhet på de nya platserna även sedan belägringen hävts. Egentligen återkom Ieper aldrig till sin forna position efter denna belägring.
Under 1500-talet var Ieper en medelpunkt för motståndet mot Spanien och fick 1584 utstå en ny svår belägring av Alexander Farnese. Efter denna belägring uppgavs befolkningen vara nere på 5 000 personer. Under 1600-talet var Ieper som viktig strategisk punkt ett eftersträvat mål för flera krigsoperationer. Staden intogs 1648 av Condé, 1649 av spanjorerna, 1658 av Turenne och 1678 av Ludvig XIV, som behöll staden ända till freden i Utrecht (1713). Fästningsverken lade ner 1781, återställdes 1815, men revs därefter ännu en gång.
Jansenismens grundare Cornelius Jansen blev 1636 biskop av Ieper, där han dog 1638 och finns begravd i St Martinskyrkan.

### Första världskriget
Under första världskriget, då Ieper provisoriskt befästes, blev trakten omkring denna stad skådeplats för intensiva strider mellan tyskarna och de allierade, framför allt engelsmännen. Själva Ieper förblev dock i de allierades besittning, även om tyskarna både norr och söder om staden lyckades tränga en sträcka förbi staden. Från 20 april 1915 bombarderades Ieper flera veckor i följd av tyskarna, varvid större delen av staden inklusive klädesvävarhallen förstördes. Det var i inledningsskedet av dessa strider som gas (klorgas) användes som stridsmedel mot fiende för första gången den 22 april, när tyskarna utsatte fransk-algeriska soldater för gasanfall. Striderna runt Ieper fortsatte därefter under 1916-1918.
Varje kväll klockan 20:00 allt sedan 1929 spelar bleckblåsare Last Post i stadsporten Menenpoort för att hedra krigets offer. Framförallt på stilleståndsdagen den elfte november.
Ett stort antal krigskyrkogårdar av olika nationalitet finns i området runt Ieper.

### Efter första världskriget
Efter krigsslutet återuppbyggdes Ieper med pengar som Tyskland fick betala i krigsskadestånd. Området runt stora torget, inklusive klädesvävarnas hall och stadshuset, återuppbyggdes för att efterlikna deras ursprungliga utseende. Övriga delar av staden fick ett mer modernt utseende. Klädesvävarnas hall utnämndes 1999 till världsarv och inrymmer idag ett museum över slagen runt staden.

## Bildgalleri

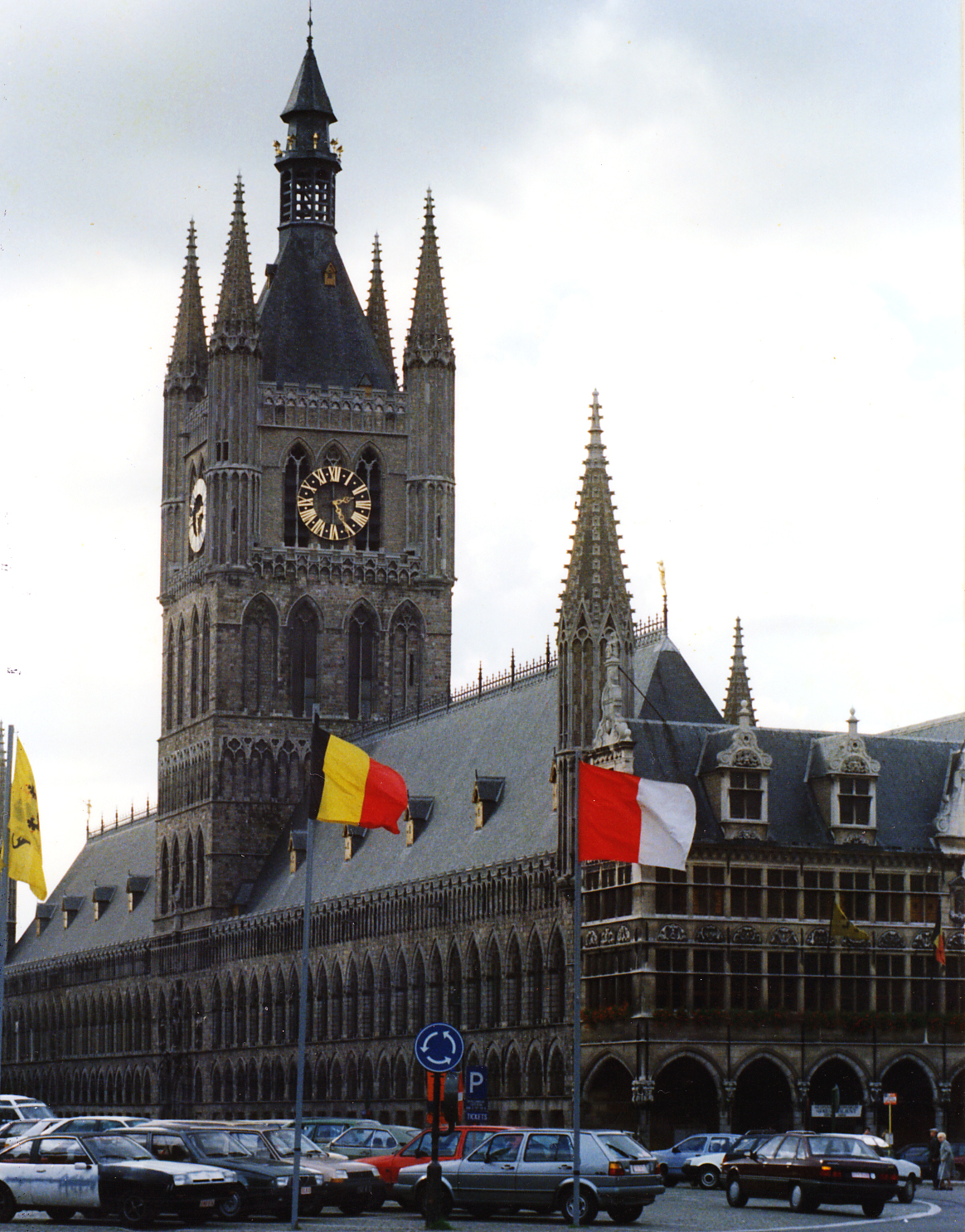
Lakenhalle/Klädesvävarnas hall i Ieper.
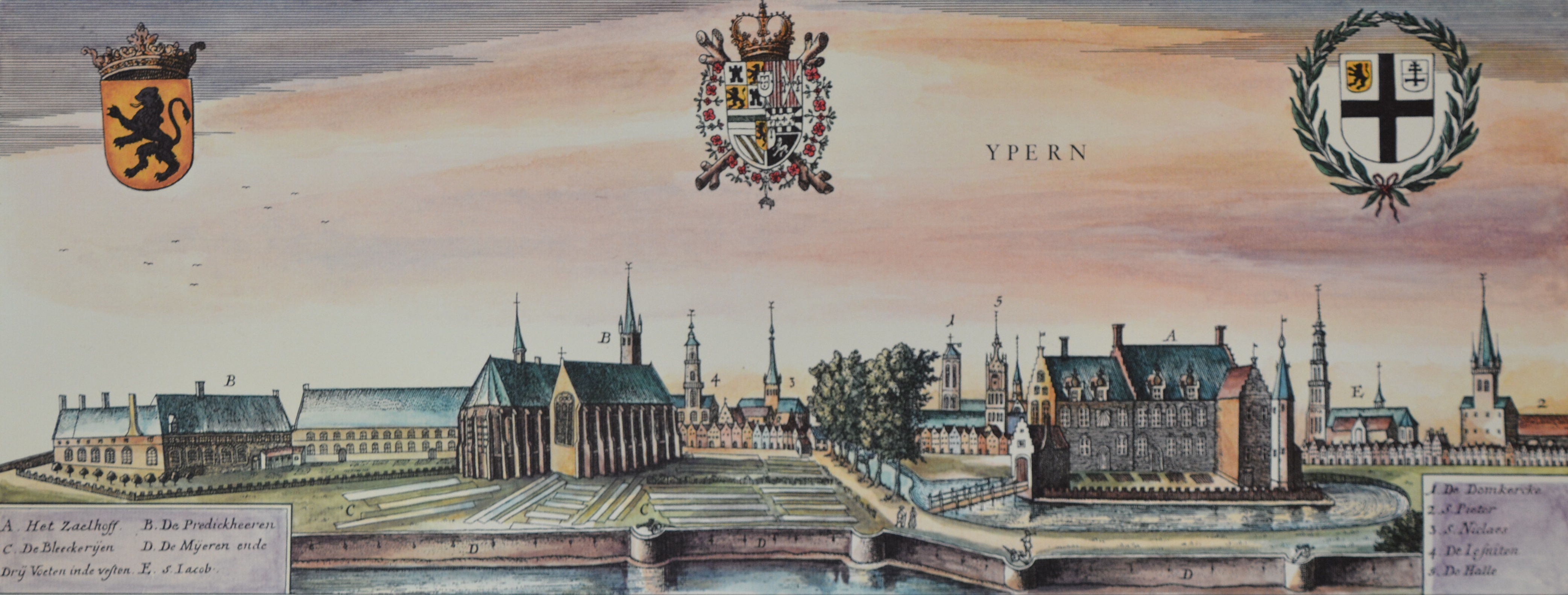
Ieper omkring 1630.
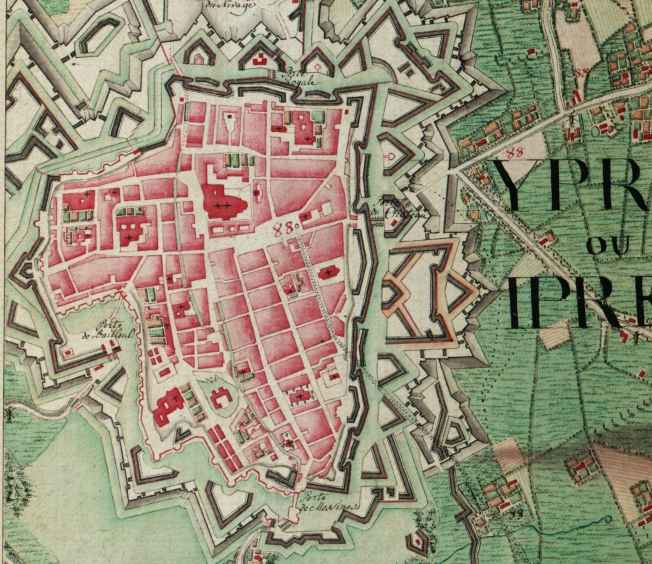
Ieper (Ypern) på en karta av Joseph de Ferraris, cirka 1775.
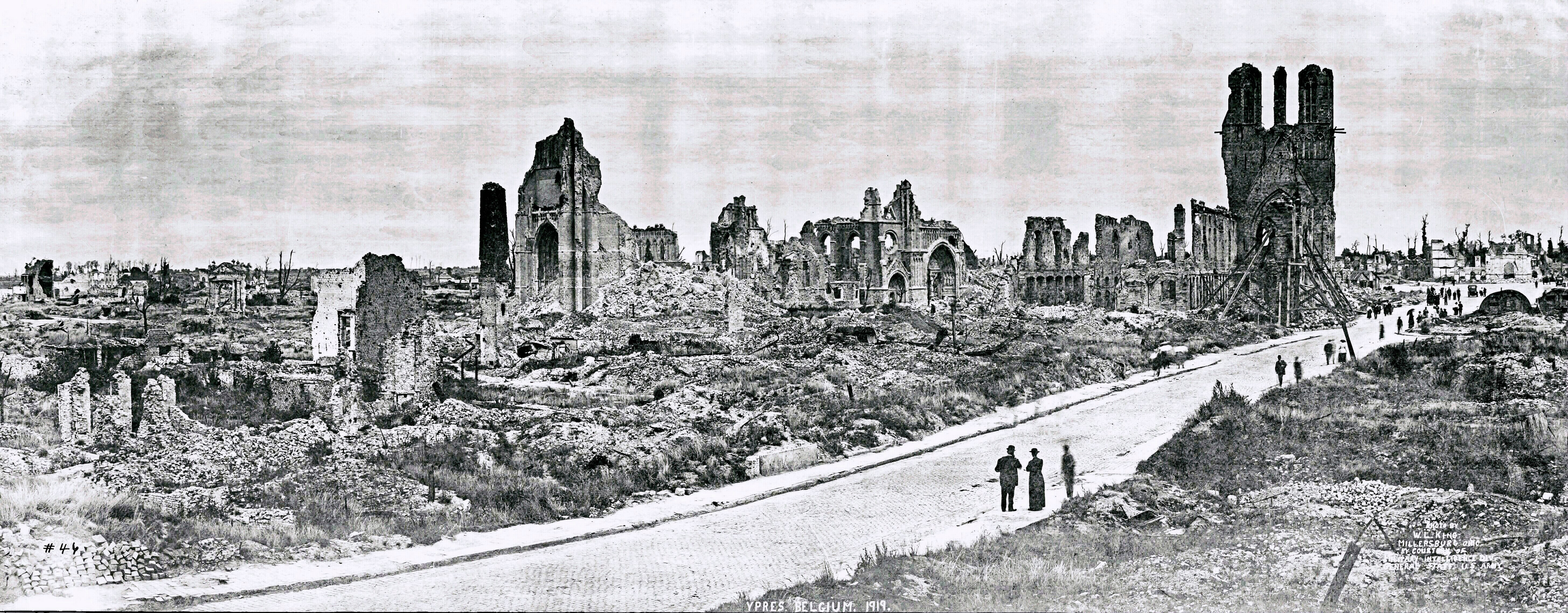
Ieper i ruiner 1919.
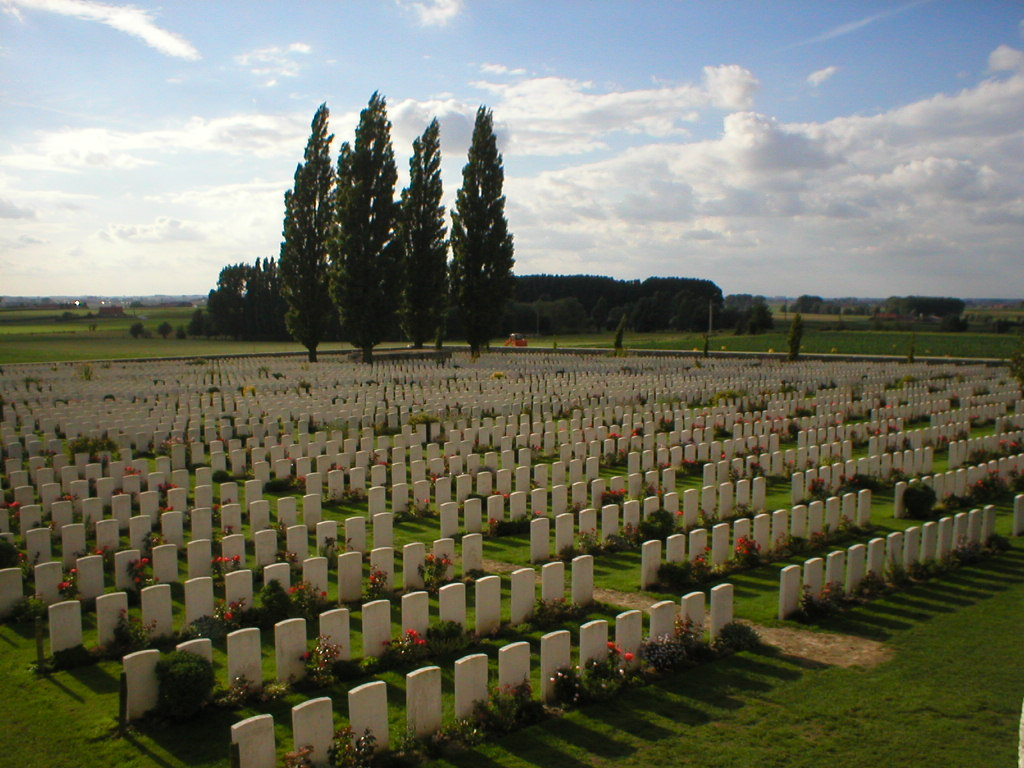
Tyne Cot, en av de brittiska krigskyrkogårdarna utanför Ieper.